# Яковлев, Анатолий Тимофеевич
Анатолий Тимофеевич Яковлев (18 января 1941, Москва — 11 октября 2015, там же) — советский и российский учёный, изобретатель, организатор производства в электронной промышленности, Герой Социалистического Труда (1981).

## Биография
В 1965 году окончил Московский энергетический институт.
В 1965 по 1987 год работал в НИИТТ (Зеленоград) в должностях от инженера до директора.
В 1987—1991 главный инженер — заместитель генерального директора НПО «Научный центр», в 1991—2003 годах — заместитель генерального директора НПК «Научный центр».
Кандидат технических наук, доцент, автор многих изобретений.
Ведущий специалист в области базовых технологий и организации производства интегральных схем. Под его руководством и при непосредственном участии разработан первый советский МОП-транзистор.
Похоронен на Зеленоградском центральном кладбище.

## Награды и звания
- Герой Социалистического Труда (1981).
- Награждён орденами Ленина, Октябрьской Революции, Трудового Красного Знамени, знаком «Почетный радист».